# Cagnano Varano
Cagnano Varano község (comune) Olaszország Puglia régiójában, Foggia megyében.

## Fekvése
A Varano-tó déli oldalán fekszik, a Gargano-hegység lejtőin.

## Története
A település a 17-18. században alakult ki, noha a régészeti kutatások kimutatták, hogy már a rómaiak korában is lakták a vidéket.

## Népessége
A népesség számának alakulása:

## Főbb látnivalói
- Madre Santa Maria della Pietà-templom
- Palazzo Baronale
- San Michele Arcangelo cseppkőbarlang